# Észak-Korea a 2004. évi nyári olimpiai játékokon
Észak-Korea a görögországi Athénban megrendezett 2004. évi nyári olimpiai játékok egyik részt vevő nemzete volt. Az országot az olimpián 9 sportágban 36 sportoló képviselte, akik összesen 5 érmet szereztek.

## Érmesek
| Érem  | Versenyző     | Sportág       | Versenyszám          |
| ----- | ------------- | ------------- | -------------------- |
| Ezüst | Kim Hjangmi   | Asztalitenisz | Női egyes            |
| Ezüst | Kje Szunhi    | Cselgáncs     | Női könnyűsúly       |
| Ezüst | Kim Szongguk  | Ökölvívás     | Pehelysúly           |
| Ezüst | Ri Szonghi    | Súlyemelés    | Női 58 kg            |
| Bronz | Kim Dzsongszu | Sportlövészet | Férfi szabadpisztoly |

## Asztalitenisz
Férfi
| Versenyző | Versenyszám | 64-es főtábla                                 | 48-as főtábla                                       | 32-es főtábla     | Nyolcaddöntő      | Negyeddöntő       | Elődöntő          | Döntő             | Helyezés |
| Versenyző | Versenyszám | Ellenfél Eredmény                             | Ellenfél Eredmény                                   | Ellenfél Eredmény | Ellenfél Eredmény | Ellenfél Eredmény | Ellenfél Eredmény | Ellenfél Eredmény | Helyezés |
| --------- | ----------- | --------------------------------------------- | --------------------------------------------------- | ----------------- | ----------------- | ----------------- | ----------------- | ----------------- | -------- |
| O Il      | Egyes       | José Luyindula (COD) · 11-8, 11-8, 11-4, 11-7 | Leung Chu Yan (HKG) · 3-11, 9-11, 13-11, 4-11, 8-11 | kiesett           | kiesett           | kiesett           | kiesett           | kiesett           | 33.      |

Női
| Versenyző              | Versenyszám | 64-es főtábla     | 48-as főtábla                                      | 32-es főtábla                                            | Nyolcaddöntő                                                                  | Negyeddöntő                                                                  | Elődöntő                                                    | Döntő                                        | Helyezés |
| Versenyző              | Versenyszám | Ellenfél Eredmény | Ellenfél Eredmény                                  | Ellenfél Eredmény                                        | Ellenfél Eredmény                                                             | Ellenfél Eredmény                                                            | Ellenfél Eredmény                                           | Ellenfél Eredmény                            | Helyezés |
| ---------------------- | ----------- | ----------------- | -------------------------------------------------- | -------------------------------------------------------- | ----------------------------------------------------------------------------- | ---------------------------------------------------------------------------- | ----------------------------------------------------------- | -------------------------------------------- | -------- |
| Kim Hjangmi            | Egyes       |                   | Fazekas Mária (HUN) · 11-7, 11-8, 9-11, 11-8, 11-8 | Mihaela Şteff (ROU) · 7-11, 11-8, 11-7, 11-7, 6-11, 11-9 | Niu Csien-feng (CHN) · 11-8, 11-9, 11-9, 11-4                                 | Zhang Xueling (SIN) · 11-7, 11-4, 9-11, 11-8, 8-11, 12-10                    | Li Jia Wei (SIN) · 8-11, 11-6, 0-11, 8-11, 11-8, 11-6, 11-9 | Csang Ji-ning (CHN) · 8-11, 7-11, 2-11, 2-11 |          |
| Kim Hjonhi             | Egyes       |                   |                                                    | Jing Jun Hong (SIN) · 7-11, 11-8, 6-11, 11-5, 11-4, 11-9 | Tie Ya Na (HKG) · 6-11, 7-11, 4-11, 11-8, 8-11                                | kiesett                                                                      | kiesett                                                     | kiesett                                      | 9.       |
| Kim Junmi              | Egyes       |                   | Cecilia Otu Offiong (NGR) · 11-5, 11-7, 11-6, 11-8 | Vang Nan (CHN) · 6-11, 15-13, 11-8, 2-11, 5-11, 9-11     | kiesett                                                                       | kiesett                                                                      | kiesett                                                     | kiesett                                      | 17.      |
| Kim Hjangmi Kim Hjonhi | Páros       |                   |                                                    |                                                          | Új-Zéland (NZL) · Chunli Li · Karen Li · 11-8, 11-13, 11-6, 11-13, 11-5, 11-4 | Dél-Korea (KOR) · I Unsil · Szong Unmi · 10-12, 11-4, 9-11, 8-11, 11-9, 7-11 | kiesett                                                     | kiesett                                      | 5.       |

## Atlétika
Férfi
| Versenyző        | Versenyszám | Eredmény | Helyezés |
| ---------------- | ----------- | -------- | -------- |
| Csong Mjongcshol | Maraton     | 2:19,47  | 35.      |

Női
| Versenyző    | Versenyszám | Eredmény      | Helyezés      |
| ------------ | ----------- | ------------- | ------------- |
| Ham Bongsil  | Maraton     | nem ért célba | nem ért célba |
| Cso Bunhi    | Maraton     | 2:55,54       | 56.           |
| Csong Jongok | Maraton     | 2:37,52       | 21.           |

## Birkózás

### Férfi
Szabadfogású
| Versenyző  | Versenyszám | Csoportkör                                                                                          | Csoportkör | Negyeddöntő       | Elődöntő          | Bronz- mérkőzés   | Döntő             | Helyezés |
| Versenyző  | Versenyszám | Ellenfél Eredmény                                                                                   | Hely.      | Ellenfél Eredmény | Ellenfél Eredmény | Ellenfél Eredmény | Ellenfél Eredmény | Helyezés |
| ---------- | ----------- | --------------------------------------------------------------------------------------------------- | ---------- | ----------------- | ----------------- | ----------------- | ----------------- | -------- |
| O Szongnam | 55 kg       | G csoport · Amiran Kardanov (GRE) · 3-4 · Martin Berberjan (ARM) · 5-2 · Harun Doğan (TUR) · 4-0 PA | 2.         | kiesett           | kiesett           | kiesett           | kiesett           | 8.       |

PA - visszalépett (birói döntéssel 0-4)

## Cselgáncs
Férfi
| Versenyző    | Versenyszám | Selejtező         | 32-es főtábla                  | Nyolcaddöntő      | Negyeddöntő       | Elődöntő          | Vigaszág első kör | Vigaszág negyeddöntő | Vigaszág elődöntő | Bronz- mérkőzés   | Döntő             | Helyezés    |
| Versenyző    | Versenyszám | Ellenfél Eredmény | Ellenfél Eredmény              | Ellenfél Eredmény | Ellenfél Eredmény | Ellenfél Eredmény | Ellenfél Eredmény | Ellenfél Eredmény    | Ellenfél Eredmény | Ellenfél Eredmény | Ellenfél Eredmény | Helyezés    |
| ------------ | ----------- | ----------------- | ------------------------------ | ----------------- | ----------------- | ----------------- | ----------------- | -------------------- | ----------------- | ----------------- | ----------------- | ----------- |
| Pak Namcshol | Légsúly     |                   | Anísz Lúnífi (TUN) · 0001-1000 | kiesett           | kiesett           | kiesett           |                   |                      |                   |                   |                   | helyezetlen |

Női
| Versenyző    | Versenyszám | Selejtező                            | Nyolcaddöntő                       | Negyeddöntő                     | Elődöntő                             | Vigaszág első kör                   | Vigaszág negyeddöntő                 | Vigaszág elődöntő                   | Bronz- mérkőzés   | Döntő                            | Helyezés    |
| Versenyző    | Versenyszám | Ellenfél Eredmény                    | Ellenfél Eredmény                  | Ellenfél Eredmény               | Ellenfél Eredmény                    | Ellenfél Eredmény                   | Ellenfél Eredmény                    | Ellenfél Eredmény                   | Ellenfél Eredmény | Ellenfél Eredmény                | Helyezés    |
| ------------ | ----------- | ------------------------------------ | ---------------------------------- | ------------------------------- | ------------------------------------ | ----------------------------------- | ------------------------------------ | ----------------------------------- | ----------------- | -------------------------------- | ----------- |
| Ri Gjongok   | Légsúly     | Nese Şenşoy Yildiz (TUR) · 0021-0111 | kiesett                            | kiesett                         | kiesett                              |                                     |                                      |                                     |                   |                                  | helyezetlen |
| Ri Szangsim  | Harmatsúly  | Jokoszava Juki (JPN) · 0000-1000     |                                    |                                 |                                      | Hortence Diédhiou (SEN) · 0020-0000 | Georgina Singleton (GBR) · 0010-0011 | kiesett                             | kiesett           |                                  | helyezetlen |
| Kje Szunhi   | Könnyűsúly  | Marcon Bezzina (MLT) · 1010-0000     | Natalja Juhareva (RUS) · 0031-0010 | Sophie Cox (GBR) · 1010-0010    | Jurisleidi Lupetej (CUB) · 1000-0000 |                                     |                                      |                                     |                   | Ivonne Bönisch (GER) · 0010-0011 |             |
| Hong Okszong | Váltósúly   | Ylenia Scapin (ITA) · 0001-0000      | Henriëtte Möller (RSA) · 1000-0000 | Claudia Heill (AUT) · 0010-0100 |                                      |                                     | Ronda Rousey (USA) · 0010-0001       | Driulis González (CUB) · 0000-1010  | kiesett           |                                  | 7.          |
| Kim Ljonmi   | Középsúly   |                                      | Antónia Moreira (ANG) · 1010-0000  | Cath Arlove (AUS) · 0100-1000   |                                      |                                     | Andrea Pažoutová (CZE) · 0100-0011   | Catherine Jacques (BEL) · 0030-0110 | kiesett           |                                  | 7.          |

## Műugrás
Férfi
| Versenyző     | Versenyszám        | Selejtező | Selejtező | Elődöntő | Elődöntő | Döntő   | Döntő    |
| Versenyző     | Versenyszám        | Pont      | Helyezés  | Pont     | Helyezés | Pont    | Helyezés |
| ------------- | ------------------ | --------- | --------- | -------- | -------- | ------- | -------- |
| Cshö Hjonggil | Egyéni toronyugrás | 419,58    | 16.       | 600,36   | 15.      | kiesett | kiesett  |
| Pak Jongljong | Egyéni toronyugrás | 414,33    | 17.       | 596,01   | 17.      | kiesett | kiesett  |

Női
| Versenyző     | Versenyszám        | Selejtező | Selejtező | Elődöntő | Elődöntő | Döntő   | Döntő    |
| Versenyző     | Versenyszám        | Pont      | Helyezés  | Pont     | Helyezés | Pont    | Helyezés |
| ------------- | ------------------ | --------- | --------- | -------- | -------- | ------- | -------- |
| Cson Hjondzsu | Egyéni toronyugrás | 272,01    | 22.       | kiesett  | kiesett  | kiesett | kiesett  |
| Kim Gjongdzsu | Egyéni toronyugrás | 263,52    | 25.       | kiesett  | kiesett  | kiesett | kiesett  |

## Ökölvívás
| Versenyző    | Versenyszám | Selejtező                | Nyolcaddöntő                         | Negyeddöntő                  | Elődöntő                     | Döntő                             | Helyezés |
| Versenyző    | Versenyszám | Ellenfél Eredmény        | Ellenfél Eredmény                    | Ellenfél Eredmény            | Ellenfél Eredmény            | Ellenfél Eredmény                 | Helyezés |
| ------------ | ----------- | ------------------------ | ------------------------------------ | ---------------------------- | ---------------------------- | --------------------------------- | -------- |
| Kvak Hjokcsu | Papírsúly   | Nadzsáh Ali (IRQ) · 7-21 | kiesett                              | kiesett                      | kiesett                      | kiesett                           | 17.      |
| Kim Szongguk | Pehelysúly  |                          | Konsztantine Kupatadze (GEO) · 25-14 | Muideen Ganiyu (NGR) · 32-11 | Vitali Tajbert (GER) · 29-24 | Alekszej Tyiscsenko (RUS) · 17-39 |          |

## Sportlövészet
Férfi
| Versenyző     | Versenyszám          | Selejtező | Selejtező | Döntő   | Döntő    |
| Versenyző     | Versenyszám          | Pont      | Helyezés  | Pont    | Helyezés |
| ------------- | -------------------- | --------- | --------- | ------- | -------- |
| Kim Hjonung   | Légpisztoly          | 583       | 4.*       | 682,0   | 6.       |
| Kim Hjonung   | Gyorstüzelő pisztoly | 572       | 16.       | kiesett | kiesett  |
| Kim Hjonung   | Szabadpisztoly       | 553       | 18.***    | kiesett | kiesett  |
| Kim Dzsongszu | Szabadpisztoly       | 564       | 3.*       | 657,7   |          |
| Kim Dzsongszu | Légpisztoly          | 582       | 6.**      | 681,2   | 8.       |

Női
| Versenyző | Versenyszám | Selejtező | Selejtező | Döntő   | Döntő    |
| Versenyző | Versenyszám | Pont      | Helyezés  | Pont    | Helyezés |
| --------- | ----------- | --------- | --------- | ------- | -------- |
| Ri Hjonok | Skeet       | 68        | 7.        | kiesett | kiesett  |

* - egy másik versenyzővel azonos eredményt ért el

** - három másik versenyzővel azonos eredményt ért el

*** - négy másik versenyzővel azonos eredményt ért el

## Súlyemelés
Férfi
| Versenyző   | Versenyszám | Szakítás | Szakítás | Lökés                    | Lökés                    | Összesen | Helyezés |
| Versenyző   | Versenyszám | Eredmény | Helyezés | Eredmény                 | Helyezés                 | Összesen | Helyezés |
| ----------- | ----------- | -------- | -------- | ------------------------ | ------------------------ | -------- | -------- |
| Rim Jongszu | 62 kg       | 140,0    | 2.*      | érvényes kísérlet nélkül | érvényes kísérlet nélkül | kiesett  | kiesett  |

Női
| Versenyző    | Versenyszám | Szakítás | Szakítás | Lökés    | Lökés    | Összesen | Helyezés |
| Versenyző    | Versenyszám | Eredmény | Helyezés | Eredmény | Helyezés | Összesen | Helyezés |
| ------------ | ----------- | -------- | -------- | -------- | -------- | -------- | -------- |
| Cshö Unsim   | 48 kg       | 82,5     | 4.**     | 95,0     | 9.**     | 177,5    | 8.       |
| Pak Hjonszuk | 58 kg       | 95,0     | 6.***    | 122,5    | 5.*      | 217,5    | 6.       |
| Ri Szonghi   | 58 kg       | 102,5    | 2.*      | 130,0    | 1.*      | 232,5    |          |

* - egy másik versenyzővel azonos eredményt ért el

** - két másik versenyzővel azonos eredményt ért el

*** - három másik versenyzővel azonos eredményt ért el

## Torna
Férfi
| Versenyző      | Versenyszám      | Selejtező | Selejtező | Döntő    | Döntő    |
| Versenyző      | Versenyszám      | Pontszám  | Helyezés  | Pontszám | Helyezés |
| -------------- | ---------------- | --------- | --------- | -------- | -------- |
| Kim Hjonil     | Korlát           | 9,537     | 37.       | kiesett  | kiesett  |
| Kim Hjonil     | Lólengés         | 9,112     | 56.       | kiesett  | kiesett  |
| Kim Hjonil     | Egyéni összetett | 18,649    | 97.       | kiesett  | kiesett  |
| Ri Dzsongszong | Talaj            | 9,675     | 14.       | kiesett  | kiesett  |
| Ri Dzsongszong | Ugrás            | 9,174     | 18.       | kiesett  | kiesett  |
| Ri Dzsongszong | Egyéni összetett | 18,837    | 96.       | kiesett  | kiesett  |

Női
| Versenyző      | Versenyszám      | Selejtező | Selejtező | Döntő    | Döntő    |
| Versenyző      | Versenyszám      | Pontszám  | Helyezés  | Pontszám | Helyezés |
| -------------- | ---------------- | --------- | --------- | -------- | -------- |
| Ri Hejon       | Talaj            | 8,687     | 60.       | kiesett  | kiesett  |
| Ri Hejon       | Ugrás            | 8,762     |           | kiesett  | kiesett  |
| Ri Hejon       | Felemás korlát   | 8,862     | 64.       | kiesett  | kiesett  |
| Ri Hejon       | Gerenda          | 8,600     | 62.       | kiesett  | kiesett  |
| Ri Hejon       | Egyéni összetett | 34,911    | 52.       | kiesett  | kiesett  |
| Han Dzsongok   | Felemás korlát   | 9,537     | 17.       | kiesett  | kiesett  |
| Han Dzsongok   | Gerenda          | 8,000     | 78.       | kiesett  | kiesett  |
| Han Dzsongok   | Egyéni összetett | 17,537    | 91.       | kiesett  | kiesett  |
| Pjon Kvangszun | Talaj            | 8,650     | 65.       | kiesett  | kiesett  |
| Pjon Kvangszun | Ugrás            | 9,200     |           | kiesett  | kiesett  |
| Pjon Kvangszun | Felemás korlát   | 9,600     | 10.       | 9,600    | 4.       |
| Pjon Kvangszun | Gerenda          | 9,062     | 32.       | kiesett  | kiesett  |
| Pjon Kvangszun | Egyéni összetett | 36,512    | 23.       | 35,862   | 17.      |
| Kim Undzsong   | Talaj            | 9,050     | 48.       | kiesett  | kiesett  |
| Kim Undzsong   | Ugrás            | 9,125     |           | kiesett  | kiesett  |
| Kim Undzsong   | Felemás korlát   | 9,475     | 25.       | kiesett  | kiesett  |
| Kim Undzsong   | Gerenda          | 8,412     | 70.       | kiesett  | kiesett  |
| Kim Undzsong   | Egyéni összetett | 36,062    | 36.       | kiesett  | kiesett  |
| Hong Szudzsong | Talaj            | 8,475     | 72.       | kiesett  | kiesett  |
| Hong Szudzsong | Ugrás            | 9,075     |           | kiesett  | kiesett  |
| Hong Szudzsong | Felemás korlát   | 9,200     | 49.       | kiesett  | kiesett  |
| Hong Szudzsong | Gerenda          | 8,212     | 73.       | kiesett  | kiesett  |
| Hong Szudzsong | Egyéni összetett | 34,962    | 50.       | kiesett  | kiesett  |
| Kang Junmi     | Talaj            | 8,850     | 58.       | kiesett  | kiesett  |
| Kang Junmi     | Ugrás            | 9,574     | 2.        | 9,381    | 5.       |
| Kang Junmi     | Egyéni összetett | 18,487    | 87.       | kiesett  | kiesett  |